# Linderinidae
Linderinidae es una familia de foraminíferos planctónicos de la superfamilia Orbitoidoidea, del suborden Rotaliina y del orden Rotaliida. Su rango cronoestratigráfico abarca el Eoceno medio-superior.

## Clasificación
Linderinidae incluye a las siguientes géneros:
- Eoannularia †
- Epiannularia †
- Linderina †